# Pseudotrapelus chlodnickii
Espèce
Pseudotrapelus chlodnickii est une espèce de sauriens de la famille des Agamidae. 

## Répartition
Cette espèce est endémique du Soudan

## Étymologie
Cette espèce est nommée en l'honneur de Marek Chłodnicki.

## Publication originale
- Melnikov, Śmiełowski, Melnikova, Nazarov & Ananjeva, 2015 : Red'n'blues: A New Species of Pseudotrapelus (Agamidae, Sauria) from Sudan, Africa. Russian Journal of Herpetology, vol. 22, no 1, p. 53-60.